# Meesterklasse schaken 1997/98
Het Meesterklasse-seizoen 1997/98 was het tweede seizoen van de Meesterklasse, de hoogste Nederlandse schaakcompetitie voor clubteams onder de auspiciën van de Koninklijke Nederlandse Schaakbond. Er werd door tien teams in een halve competitie gestreden om het clubkampioenschap van Nederland. Daarna brachten play-offs de beslissing. De Variant Breda, spelende onder de sponsornaam Panfox, prolongeerde haar titel.
Gepromoveerde vanuit de Eerste Klasse 1996/97 waren Schaakclub Groningen en het tweede team van De Variant Breda. Beide teams wisten zich te handhaven. Schaakvereniging Rotterdam en het Leidsch Schaakgenootschap daalden als de 9e en 10e geklasserde teams af naar het tweede niveau, de Eerste Divisie KNSB.

## Eindstand reguliere competitie[1]
|     | Team           | Ra   | Mp | Bp  | 1  | 2  | 3  | 4  | 5  | 6  | 7  | 8  | 9  | 10 |
| --- | -------------- | ---- | -- | --- | -- | -- | -- | -- | -- | -- | -- | -- | -- | -- |
| 1.  | Panfox         | 2461 | 14 | 59  | -- | 4  | 6½ | 6  | 8½ | 6  | 4  | 9  | 6  | 9  |
| 2.  | HSG            | 2437 | 14 | 55½ | 6  | -- | 4  | 5  | 7  | 6½ | 5  | 6  | 8½ | 7½ |
| 3.  | Groningen      | 2300 | 11 | 46  | 3½ | 6  | -- | 5  | 4½ | 5½ | 6  | 6  | 4  | 5½ |
| 4.  | Amstelveen     | 2328 | 10 | 49  | 4  | 5  | 5  | -- | 7½ | 5  | 6  | 4½ | 5  | 7  |
| 5.  | Panfox 2       | 2276 | 9  | 42  | 1½ | 3  | 5½ | 2½ | -- | 4½ | 7  | 5  | 7  | 6  |
| 6.  | SMB            | 2329 | 8  | 44½ | 4  | 3½ | 4½ | 5  | 5½ | -- | 4½ | 5  | 6½ | 6  |
| 7.  | Van Berkel BSG | 2357 | 8  | 43½ | 6  | 5  | 4  | 4  | 3  | 5½ | -- | 5  | 4½ | 6½ |
| 8.  | Utrecht        | 2276 | 7  | 41  | 1  | 4  | 4  | 5½ | 5  | 5  | 5  | -- | 7  | 4½ |
| 9.  | Rotterdam      | 2304 | 7  | 37  | 4  | 1½ | 6  | 5  | 3  | 3½ | 5½ | 3  | -- | 5½ |
| 10. | LSG            | 2234 | 2  | 32½ | 1  | 2½ | 4½ | 3  | 4  | 4  | 3½ | 5½ | 4½ | -- |

#### Legenda
|  | Deelnemer aan de play-offs |
|  | Degradant                  |

## Play-off
De play-offs vonden plaats op 21 en 22 mei 1998 in Breda.
|  | Halve finale                 | Halve finale                 |   |                      | Finale                  | Finale |
|  |                              |                              |   |                      |                         |        |
|  | Halve finale                 |                              |   |                      |                         |        |
|  | Panfox/De Variant Breda      | 9                            |   |                      |                         |        |
|  | Schaakclub Groningen         | 1                            |   |                      |                         |        |
|  |                              |                              |   |                      |                         |        |
|  |                              |                              |   |                      |                         |        |
|  |                              |                              |   |                      | Panfox/De Variant Breda | 6      |
|  |                              | Hilversums Schaakgenootschap | 4 |                      |                         |        |
|  |                              |                              |   |                      |                         |        |
|  |                              |                              |   |                      | Derde plaats            |        |
|  |                              |                              |   |                      |                         |        |
|  | SV Zukertort Amstelveen      | 1½                           |   | Schaakclub Groningen | 3                       |        |
|  | Hilversums Schaakgenootschap | 8½                           |   |                      | SV Zukertort Amstelveen | 7      |

### Halve finales
| Panfox/De Variant Breda | Schaakclub Groningen   | 9-1 |
| ----------------------- | ---------------------- | --- |
| Joël Lautier            | Gert Ligterink         | 1-0 |
| Loek van Wely           | Michael Riemens        | 1-0 |
| Jan Timman              | Tea Bosboom-Lanchava   | 1-0 |
| Ivan Sokolov            | Christofoor Baljon     | 1-0 |
| Rafael Vaganian         | Richard Berendsen      | 1-0 |
| John van der Wiel       | Merlijn Silvester Donk | 1-0 |
| Michail Goerevitsj      | Joop Houtman           | 1-0 |
| Julian Hodgson          | Jaap Brouwer           | ½-½ |
| Jop Delemarre           | Daan In 't Veld        | ½-½ |
| Frans Cuijpers          | Indra Polak            | 1-0 |

| SV Zukertort Amstelveen     | Hilversum SG         | 1½-8½ |
| --------------------------- | -------------------- | ----- |
| Mark van der Werf           | Jeroen Piket         | 0:1   |
| Maarten Solleveld           | Friso Nijboer        | 1:0   |
| Peter Gelpke                | Ljubomir Ljubojević  | ½-½   |
| Sybolt Strating             | Paul van der Sterren | 0-1   |
| Rob Bertholee               | Yona Kosashvili      | 0-1   |
| Arthur van de Oudeweetering | Ian Rogers           | 0-1   |
| Piet Peelen                 | Xie Jun              | 0-1   |
| Teun van der Vorm           | Zsófia Polgár        | 0-1   |
| Arno Bezemer                | Henk Vedder          | 0-1   |
| Henk van der Poel           | Paul Boersma         | 0-1   |

### Finale
| Panfox/De Variant Breda | Hilversum SG         | 6-4 |
| ----------------------- | -------------------- | --- |
| Ivan Sokolov            | Jeroen Piket         | ½-½ |
| Loek van Wely           | Yona Kosashvili      | 1-0 |
| Rafael Vaganian         | Paul van der Sterren | 0-1 |
| Jan Timman              | Ian Rogers           | ½-½ |
| Joël Lautier            | Friso Nijboer        | ½-½ |
| Michail Goerevitsj      | Ljubomir Ljubojević  | 1-0 |
| Julian Hodgson          | Joris Brenninkmeijer | 1-0 |
| Manuel Bosboom          | Xie Jun              | ½-½ |
| John van der Wiel       | Zsófia Polgár        | 0-1 |
| Stuart Conquest         | Rudy Douven          | 1-0 |

### Wedstrijd om de derde plaats
| Schaakclub Groningen   | SV Zukertort Amstelveen     | 3-7 |
| ---------------------- | --------------------------- | --- |
| Gert Ligterink         | Mark van der Werf           | 0-1 |
| Jaap Brouwer           | Maarten Solleveld           | 0:1 |
| Tea Bosboom-Lanchava   | Peter Gelpke                | 0:1 |
| Michael Riemens        | Arthur van de Oudeweetering | ½-½ |
| Richard Berendsen      | Piet Peelen                 | 0:1 |
| Christofoor Baljon     | Arno Bezemer                | 1-0 |
| Joop Houtman           | Teun van der Vorm           | 0-1 |
| Merlijn Silvester Donk | Rob Bertholee               | 1-0 |
| Daan In 't Veld        | Sybolt Strating             | 0-1 |
| Indra Polak            | Henk van der Poel           | ½-½ |

## Beste individuele scores[2]
| #   | Naam                        | Team           | W  | N | Ro   | Tpr  | ΔR   |
| --- | --------------------------- | -------------- | -- | - | ---- | ---- | ---- |
| 1.  | Henk Vedder                 | HSG            | 7  | 9 | 2368 | 2499 | +131 |
| 2.  | Jochem Aubel                | SMB            | 6½ | 9 | 2272 | 2465 | +193 |
| 3.  | Eelke Wiersma               | Groningen      | 6½ | 9 | 2334 | 2532 | +198 |
| 4.  | Sybolt Strating             | Amstelveen     | 6½ | 9 | 2280 | 2410 | +130 |
| 5.  | Friso Nijboer               | HSG            | 6  | 7 | 2563 | 2756 | +193 |
| 6.  | Igor Glek                   | Van Berkel BSG | 6  | 7 | 2566 | 2710 | +144 |
| 7.  | Frans Cuijpers              | Panfox         | 6  | 7 | 2440 | 2523 | +83  |
| 8.  | Ivan Sokolov                | Panfox         | 6  | 7 | 2659 | 2665 | +6   |
| 9.  | Joris Brenninkmeijer        | HSG            | 6  | 8 | 2526 | 2612 | +86  |
| 10. | Stan van Gisbergen          | SMB            | 6  | 9 | 2333 | 2437 | +104 |
| 11. | Manuel Bosboom              | Panfox         | 5½ | 7 | 2460 | 2551 | +91  |
| 12. | Ian Rogers                  | HSG            | 5½ | 7 | 2580 | 2601 | +21  |
| 13. | Jeroen Bosch                | Van Berkel BSG | 5½ | 8 | 2454 | 2569 | +115 |
| 14. | M. de Wit                   | Panfox 2       | 5½ | 9 | 2262 | 2433 | +171 |
| 15. | Arthur van de Oudeweetering | Amstelveen     | 5½ | 9 | 2322 | 2471 | +149 |
| 16. | Johan van Mil               | Panfox 2       | 5½ | 9 | 2425 | 2509 | +84  |

Eerste klasse

1920/21 · 1921/22 · 1922/23 · 1923/24 · 1924/25 · 1925/26 · 1926/27 · 1927/28 · 1928/29 · 1929/30 · 1930/31 · 1931/32 · 1932/33 · 1933/34 · 1934/35 · 1935/36 · 1936/37 · 1937/38 · 1938/39 · 1939/40 · 1940/41 · 1941/42
Hoofdklasse

1942/43 · 1943/44 · 1944/45 · 1945/46 · 1946/47 · 1947/48 · 
1948/49 · 1949/50 · 1950/51 · 1951/52 · 1952/53 · 1953/54 · 1954/55 · 1955/56 · 1956/57 · 1957/58 · 1958/59 · 1959/60 · 1960/61 · 1961/62 · 1962/63 · 1963/64 · 1964/65 · 1965/66 · 1966/67 · 1967/68 · 1968/69 · 1969/70 · 1970/71 · 1971/72 · 1972/73 · 1973/74 · 1974/75 · 1975/76 · 1976/77 · 1977/78 · 1978/79 · 1979/80 · 1980/81 · 1981/82 · 1982/83 · 1983/84 · 1984/85 · 1985/86 · 1986/87 · 1987/88 · 1988/89 · 1990/91 · 1991/92 · 1992/93 · 1993/94 · 1994/95 · 1995/96
Meesterklasse

1996/97 · 1997/98 · 1998/99 · 1999/00 · 2000/01 · 2001/02 · 2002/03 · 2003/04 · 2004/05 · 2005/06 · 2006/07 · 2007/08 · 2008/09 · 2009/10 · 2010/11 · 2011/12 · 2012/13 · 2013/14 · 2014/15 · 2015/16 · 2016/17 · 2017/18· 2018/19 · 2019/20 · 2020/21 · 2021/22 · 2022/23 · 2023/24 · 2024/25